# Boys Don’t Cry (альбом The Cure)
Boys Don’t Cry — первый альбом-компиляция британской рок-группы The Cure, выпущенный в 1980 году.
Несмотря на то, что запись считается сборником, Boys Don’t Cry является версией дебютного альбома Three Imaginary Boys, выпущенного на американский рынок. Список композиций значительно изменён: убраны три композиции («Foxy Lady», «Meathook», «It’s Not You») и добавлены новые пять («Boys Don’t Cry», «Plastic Passion», «Jumping Someone Else’s Train», «World War» и «Killing an Arab»).
В 2003 году журнал Rolling Stone поместил альбом на 442-ю позицию в списке 500 величайших альбомов всех времён. В обновлённом списке 2012 года, он поднялся на 438-е место. В редакцию 2020 года — пластинка не попала.

## Предыстория
Роберт Смит, Лол Толхерст и Майкл Демпси познакомились в средней школе Нотр-Дам, в английском городе Кроли. Они сошлись в музыкальном вкусе; каждый из них интересовался творчеством Дэвида Боуи, Алекса Харви и Джимми Хендрикса. Друзья основали школьную группу The Obelisk, в которую также вошли одноклассники Алан Хилл и Марк Секкано. В январе 1976 года последний сформировал группу Malice в католической школе Сент-Уилфрид, к которой присоединились те же Смит и Демпси. Однако Секкано вскоре покинул коллектив и основал команду Amulet, игравшую в стиле джаз-фьюжн.
Единственное выступление Malice сыгранное в Сент-Уилфрид стало большим позором для группы. Смит посчитав, что всё нужно начать с чистого листа, поменял название коллектива на The Easy Cure. Квартет к тому времени состоял из ритм-гитариста Роберта Смита, барабанщика Лола Толхерста, басиста Майкла Демпси и присоединившегося соло-гитариста Порла Томпсона, который был достаточно известен как гитарист в Кроли. После нескольких неудачных попыток найти достойного кандидата на роль вокалиста Смит в сентябре 1977 года сам стал фронтменом.

## Список композиции
Слова и музыка всех песен — The Cure.
| №  | Название                       | Длительность |
| -- | ------------------------------ | ------------ |
| 1. | «Jumping Someone Else’s Train» | 2:57         |
| 2. | «Boys Don’t Cry»               | 2:50         |
| 3. | «Plastic Passion»              | 3:49         |
| 4. | «10:15 Saturday Night»         | 2:40         |
| 5. | «Accuracy»                     | 2:15         |
| 6. | «Object»                       | 2:58         |
| 7. | «Subway Song»                  | 1:57         |

| №                   | Название               | Длительность |
| ------------------- | ---------------------- | ------------ |
| 1.                  | «Killing an Arab»      | 2:30         |
| 2.                  | «Fire in Cairo»        | 3:20         |
| 3.                  | «Another Day»          | 3:42         |
| 4.                  | «Grinding Halt»        | 2:49         |
| 5.                  | «World War»            | 2:30         |
| 6.                  | «Three Imaginary Boys» | 3:12         |
| Общая длительность: | Общая длительность:    | 37:29        |

## Участники записи
Список составлен по сведениям базы данных Discogs.
The Cure:
- Роберт Смит — гитара, вокал
- Майкл Дэмпси[англ.] — бас-гитара, вокал
- Лоуренс Толхерст — ударные

Технический персонал:
- Крис Пэрри[англ.] — продюсер;
- Майк Хеджес[англ.] — звукоинженер;
- Майкл Джей Даттон — ассистент звукоинженера;
- Билл Смит — художественное оформление.

## Чарты и сертификация
Еженедельные чарты:
| Год       | Чарт                               | Высшая позиция | Пребывание |
| --------- | ---------------------------------- | -------------- | ---------- |
| 1983      | Великобритания (UK Albums Chart)   | 71             | 7 недель   |
| 1980—1981 | Новая Зеландия (Recorded Music NZ) | 25             | 10 недель  |

Сертификации:

| Регион | Сертификация | Продажи  |
| --- | ------------ | -------- |
| Великобритания (BPI) | Платиновый   | 300 000^ |
| Франция (SNEP) | Золотой      | 100 000* |
| * Данные о продажах приведены только на основе сертификации. ^ Данные о тиражах приведены только на основе сертификации. |              |          |